# Nyforelsket
|  | Denne artikel er oprettet af botten Steenthbot ud fra en ekstern database. Den kan derfor have sproglige fejl eller mangler. Denne skabelon kan fjernes efter kontrol af indholdet. |

Nyforelsket er en dansk børnefilm fra 2017 instrueret af Ville Gideon Sörman.

## Handling
Alice, slut 20’erne, føler, at hendes liv er gået i stå, efter at hun er droppet ud af studiet og har slået op med eks-kæresten, Julian. Hun bruger dagene på at ryge cigaretter, swipe på Tinder og snakke med veninder – alt sammen uden den store glæde. I et forsøg på at få det bedre kontakter hun Julian og får ham overtalt til at give dem en chance til. Historien følger nu de to over en dag, hvor de forsøger at finde tilbage til hinanden, men jo længere tid der går, jo mere i tvivl bliver Alice – er det virkelig Julian, der mangler i hendes liv?

## Medvirkende
- Amalie Lindegård
- Mathias Rahbæk
- Ida Cæcilie Rasmussen